# Petar Beron
Petar Beron (en búlgaro: Петър Берон) (Kotel, 1799–Craiova, 21 de marzo de 1871) fue un educador búlgaro.
Fue el creador del primer libro de texto en búlgaro, conocido como el Primer Pez (Рибен буквар, Riben bukvar) debido a que tenía la imagen de un delfín en su última página. Beron suele ser descrito como el «padre de la moderna Bulgaria».

## Biografía
Petar Beron nació cerca de 1800, probablemente en 1799, en el poblado de Kotel en el seno de una familia rica de artesanos y mercaderes. Fue en Kotel donde recibió su educación elemental en una escuela religiosa de Stoyko Vladislavov y Rayno Popovich. Su educación posterior continuó en Bucarest, donde ingresó a la escuela del educador griego Konstantin Vardalach. Posteriormente, ya convertido en un pedagogo y enciclopedista famoso, tuvo una importante influencia en Beron como científico y filósofo.
Trabajó en Bucarest y Craiova, pero luego de años de estudios generales, abandonó su trabajo y comenzó su propia empresa en mercaderías. Luego de quince años, habiéndose hecho de una fortuna, se mudó a París donde alquiló un departamento, donde comenzó una verdadera carrera científica. Su ambición fue la de estudiar todo el conocimiento humando de aquel tiempo y crear un nuevo movimiento de evolución científica humana que llamó Panepisteme. Su enciclopedia fue celebrada. Beron hablaba nueve idiomas y con ello escribió 30 volúmenes de su enciclopedia, sin contar dos diccionarios, un atlas, su disertación como doctor (escrita en latín), como su Primer Pez.

### Trabajo científico
Ciertos hechos muestran la posición de Beron entre los científicos de la época. En las reuniones de la Academia Real de Ciencias en Londres, llevada a cabo el 20 de junio de 1850, Sir John Lee presentó su trabajo titulado On the System of Atmospherology basado en las actividades de Beron. En 1853, Beron fue invitado por la Asociación de Ciencias Naturales de Atenas, donde leyó un trabajo titulado La tierra antes del diluvio. En 1855 publicó Filosofía Eslava alemán, donde se destaca una descripción del Panepisteme. En 1858 Origins of Physical and Natural Sciences and of Metaphysical and Moral Sciences fue impreso en francés.
Los próximos dos años se embarcó en la creación de atlas con enormes descripciones. Aquellos mapas fueron obra del famosos artista búlgaro Nicolaus Pavlovich. El punto cúlmine de sus trabajos fue el Panepisteme, en siete volúmenes, que fue publicado en Francia en 1861. Hasta sus últimos días, el 21 de marzo de 1871 se encontraba abocado a esta tarea.

### Visiones filosóficas
Beron pasó cerca de 25 años de su vida en París, como en otras ciudades europeas. Se comprometió a estudiar de manera sistemática la filosfía occidental, siendo testigo de los comportamientos clásicos del positivismo, principalmente de su contemporáneo Auguste Comte, reemplazando ideas del materialismo y del idealismo como tercera línea en filosofía. Sin embargo, Beron creía en la independencia de su rama filosófica que llamó Panepisteme. Consideraba que Aristóteles era la última autoridad científica. Las ideas de él fueron la última influencia en las creencias, ideas y lógica de Beron.

## Legado
El Punto Beron en la Isla Robert, Islas Shetland del Sur, en la Antártida fue nombrado en su honor por los australianos, como también la Escuela de Idiomas "Dr. Petar Beron" en Kyustendil, Bulgaria.
Beron aparece en anverso de los billetes de 10 mil levas emitidos en 1997 y en los de 10 leva búlgara emitidos en 1999 y 2008.